# Карица (посёлок)
Карица — посёлок в Вологодской области России. 
В рамках организации местного самоуправления входит в Толшменское сельское поселение Тотемского муниципального района, в рамках административно-территориального устройства относится к Идскому сельсовету Грязовецкого района.
По административно-территориальному делению относится к Идскому сельсовету Бабушкинского района.

## Описание

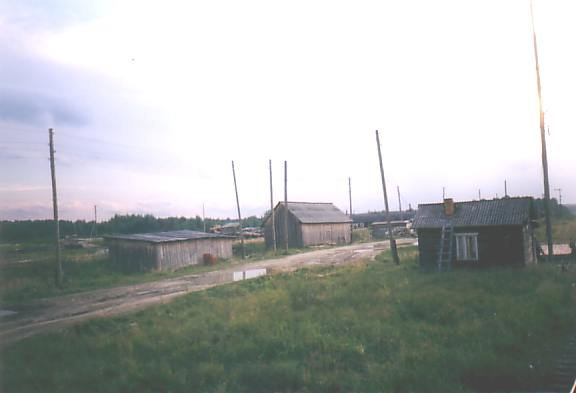
Посёлок Карица. Справа — станционное здание

Расположен в лесах на юге области, на правом берегу реки Карица в 26 км к юго-востоку от села Никольское (центр сельского поселения), в 74 км к югу от Тотьмы, в 167 км к востоку от Вологды.
Ближайшие деревни Великий Двор, Лучкино, Синяково находятся в 8 км к северо-западу от посёлка.
В посёлке расположены станция Карица и платформа «Посёлок Карица» Монзенской железной дороги. Посёлок расположен в 135 км от начального пункта — станции Вохтога-2. Соседние станции — Гремячий и Ида. До 2014 года существовало прямое пассажирское сообщение по маршруту Вохтога — Ида.
Имеется подъездная автодорога к посёлку с севера — от села Успенье.

## Население
| 2010 |
| ---- |
| 273  |

В 2002 году население составляло 475 человек. Преобладающая национальность — русские (98 %).

## История
Посёлок возник в 1960-е годы при строительстве Монзенской железной дороги.
Решением Вологодского облисполкома от 28 октября 1965 года в посёлке Карица Тотемского района был образован Карицкий сельский совет, который был передан в подчинение Бабушкинскому райисполкому. В 1979 году сельсовет был переименован в Идский, а его центр перенесён в посёлок Ида Грязовецкого района. При создании муниципальных образований 1 января 2006 года посёлок вошёл в состав Толшменского сельского поселения Тотемского муниципального района, хотя согласно реестру административно-территориальных единиц по-прежнему входит в Грязовецкий район.